# ニッポン放送報道記者レポート
『ニッポン放送報道記者レポート20xx』（ニッポンほうそう・ほうどうきしゃレポート）は、ニッポン放送がインターネットラジオ（ニッポン放送ポッドキャストステーション）で提供している報道番組である。2021年3月より配信を開始、原則として毎週木曜日午後に最新話を更新する。1話平均15分程度。
同番組は、ニッポン放送報道部の第一線記者（まれにアナウンサーも）が、最新の社会情勢から記者・アナウンサーのこだわりの話題までを自ら取材し、足で稼いだ生きた現場の最前線の情報をレポートするというものである。

## パーソナリティー
特記のない人物はLF報道部記者
- 畑中秀哉
- 宮崎裕子
- 藤原高峰
- 遠藤竜也
- 小永井一歩
- 内田雄基（LFアナウンサー）
- 前島花音（LFアナウンサー）ほか

## 配信プラットフォーム
スマホ用アプリ
- poddog
- Apple Podcasts
- Google Podcasts
- Spotify

スマートスピーカー
- GoogleHome

パソコン用mp3プレイヤー
- itunes

ストリーミング
- 番組公式サイト（外部リンク参照）